# ホブゴブリン (競走馬)
ホブゴブリン（Hobgoblin、1724年 - 1751年?）は、イギリスの競走馬・種牡馬。1729年から1732年にかけニューマーケットで走り、父としてもシェイクスピアなどを出した。
マーゲライト・ヘンリーによる小説『名馬風の王』には、ゴドルフィンの恋敵として登場する。
現役時代はエドワード・コークのもとで走った。1729年の10月26日にニューマーケットで行われた300ギニーのマッチでMiss Pertを、1732年4月に500ギニーを賭けたマッチではイートンを負かすなど当時の強豪として知られていた。生涯成績は記録に残るものが8戦あり、その中の7戦で勝利している。コークのもとで種牡馬としても供用され、1733年にコークが死亡したため、ゴドルフィン伯フランシス・ゴドルフィンの手に渡った。代表的な産駒にエクリプスの実父説があるシェイクスピアのほか、ファントムやトリマーらがいる。
小説ではゴドルフィンアラビアンと名牝ロクサナをめぐって格闘する。この結果ラスが生まれたとされるが、ラスが生まれる前年の1731年は競馬に使われておらず、ゴドルフィンアラビアンと同じ牧場にいたことが確かめられる。ただし小説とは違い、ゴドルフィン伯ではなくコークの下である。さらに格闘はしておらず、実際はホブゴブリンがロクサーナに種付けするのを嫌がったため、代役としてゴドルフィンアラビアンに回ったのではないかとも考えられている（ただしこちらも定かではない）。

## 主な産駒
- シェイクスピア（エクリプスの実父説がある）
- トリマー（1750年前後に活躍）
- ファントム（1743年ヨークでのキングズプレートなど）
- ブラウンベティ（ミルザの母〈マッチェムを破った：父ゴドルフィンアラビアン〉）
- シェイクスピアメア（オセロの母の母）
- マブ（1748年ニューマーケットでのキングズプレート）

## 血統表
| ホブゴブリンの血統（ダーレーアラビアン系） | ホブゴブリンの血統（ダーレーアラビアン系） | ホブゴブリンの血統（ダーレーアラビアン系） | （血統表の出典）  | （血統表の出典）  |
| 父 Aleppo 1711年 鹿毛                      | 父の父Darley Arabian 1700年 鹿毛           | 不明                                       | 不明              | 不明              |
| 父 Aleppo 1711年 鹿毛                      | 父の父Darley Arabian 1700年 鹿毛           | 不明                                       | 不明              |                   |
| 父 Aleppo 1711年 鹿毛                      | 父の父Darley Arabian 1700年 鹿毛           | 不明                                       | 不明              | 不明              |
| 父 Aleppo 1711年 鹿毛                      | 父の父Darley Arabian 1700年 鹿毛           | 不明                                       | 不明              |                   |
| 父 Aleppo 1711年 鹿毛                      | 父の母Old Hautboy Mare                     | Hautboy                                    | Darcys White Turk | Darcys White Turk |
| 父 Aleppo 1711年 鹿毛                      | 父の母Old Hautboy Mare                     | Hautboy                                    | Royal Mare        |                   |
| 父 Aleppo 1711年 鹿毛                      | 父の母Old Hautboy Mare                     | Royal Mare (FNo.53)                        | 不明              | 不明              |
| 父 Aleppo 1711年 鹿毛                      | 父の母Old Hautboy Mare                     | Royal Mare (FNo.53)                        | 不明              |                   |
| 母 Wharton's Careless Mare                 | 母の父Old Careless 1692年 栗毛             | Spanker                                    | Darcy Yellow Turk | Darcy Yellow Turk |
| 母 Wharton's Careless Mare                 | 母の父Old Careless 1692年 栗毛             | Spanker                                    | Old Peg           |                   |
| 母 Wharton's Careless Mare                 | 母の父Old Careless 1692年 栗毛             | Barb Mare                                  | 不明              | 不明              |
| 母 Wharton's Careless Mare                 | 母の父Old Careless 1692年 栗毛             | Barb Mare                                  | 不明              |                   |
| 母 Wharton's Careless Mare                 | 母の母Smithson Mare                        | Old Smithson                               | Coles Barb        | Coles Barb        |
| 母 Wharton's Careless Mare                 | 母の母Smithson Mare                        | Old Smithson                               | 不明              |                   |
| 母 Wharton's Careless Mare                 | 母の母Smithson Mare                        | Wanton Willy Mare                          | Wanton Willy      | Wanton Willy      |
| 母 Wharton's Careless Mare                 | 母の母Smithson Mare                        | Wanton Willy Mare                          | 不明              |                   |